# 칼스코가

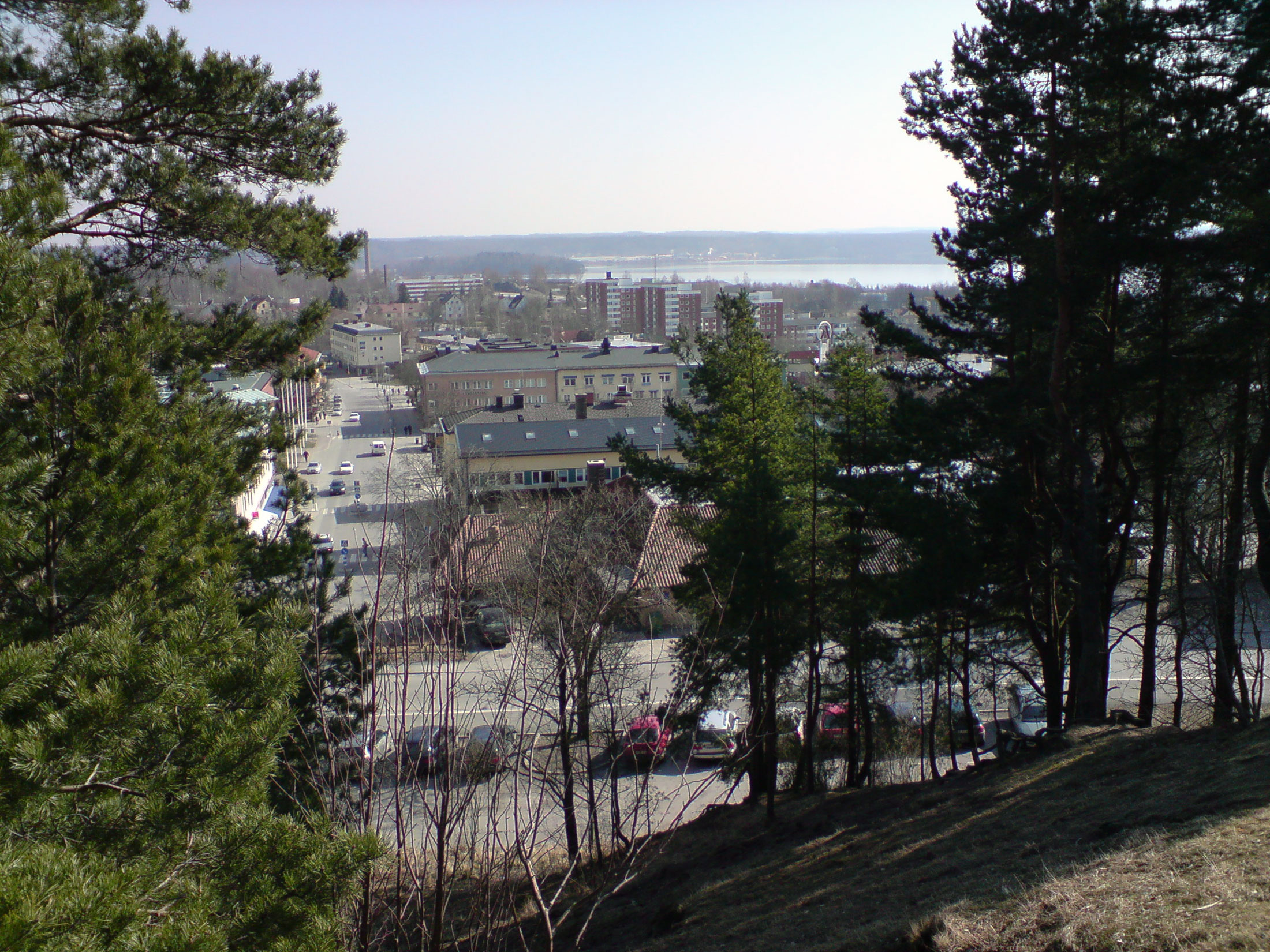
칼스코가

칼스코가(스웨덴어: Karlskoga)는 스웨덴 외레브로주의 도시로 면적은 27.33km2, 인구는 27,084명(2010년 12월 31일 기준), 인구 밀도는 991명/km2이다.
1586년 통널 교회가 건설되면서 신설되었다. 도시 이름은 스웨덴어로 "칼(Karl)의 숲"을 뜻하는데 이는 스웨덴의 국왕 칼 9세에서 유래된 이름이다.